# Hijas del Oratorio
La Congregación de las Hijas del Oratorio (oficialmente en italiano: Figlie dell'Oratorio) son una congregación religiosa católica femenina de derecho pontificio, fundada por el sacerdote italiano Vincenzo Grossi, en Pizzighettone (1885). A las religiosas de este instituto se les conoce como Hijas del Oratorio y posponen a sus nombres las siglas: F.d.O.

## Historia
Vincenzo Grossi fundó, con la ayuda de Ledovina Maria Scaglioni, en Pizzighettone, en 1885, la Congregación de las Hijas del Oratorio, con el fin de atender preferiblemente los oratorios, lugares de encuentro juvenil, de las parroquias donde hubiera una casa del instituto. En 1889 la fundación tuvo que trasladarse primero a Regona y luego a Maleo, en la diócesis de Lodi, colocando el instituto bajo la protección del obispo Giovanni Battista Rota.
El objetivo de la nueva congregación era proporcionar orientación moral y religiosa a las niñas que frecuentaban la parroquia de Pizzighettone. Más tarde las religiosas se dedicaron a colaborar en la pastoral de otras parroquias a través de la catequesis en jardines de infancia, centros asistenciales y escuelas primarias. Las primeras Constituciones, obra del fundador, estaban inspiradas en la espiritualidad de Felipe Neri, fundador de los oratorianos.
El 20 de mayo de 1915, la congregación obtuvo el decreto pontificio de alabanza y sus Constituciones fueron aprobadas definitivamente por la Santa Sede el 29 de abril de 1926.
El fundador murió el 7 de noviembre de 1917. Fue beatificado por el papa Pablo VI, el 1 de noviembre de 1975, y canonizado por Francisco, el 8 de octubre de 2015.

## Actividades y presencias
Fieles al carisma de su fundador, las Hijas del Oratorio de dedican a la instrucción de la juventud por medio de la educación católica en colegios, oratorios y retiros espirituales.
En 2011, la congregación contaba con unas 197 religiosas y 24 casas, presentes en: Argentina, Ecuador e Italia. La curia general se encuentra en Lodi, Italia, y su actual superiora general es la religiosa italiana Marinela Borsotti.